# Sotenäs
Sotenäs è un comune svedese di 9 085 abitanti, situato nella contea di Västra Götaland. Il suo capoluogo è la cittadina di Kungshamn.

## Località
Nel territorio comunale sono comprese le seguenti aree urbane (tätort):
- Bovallstrand
- Hunnebostrand
- Kungshamn (capoluogo)
- Smögen
- Väjern